# Primitifs flamands

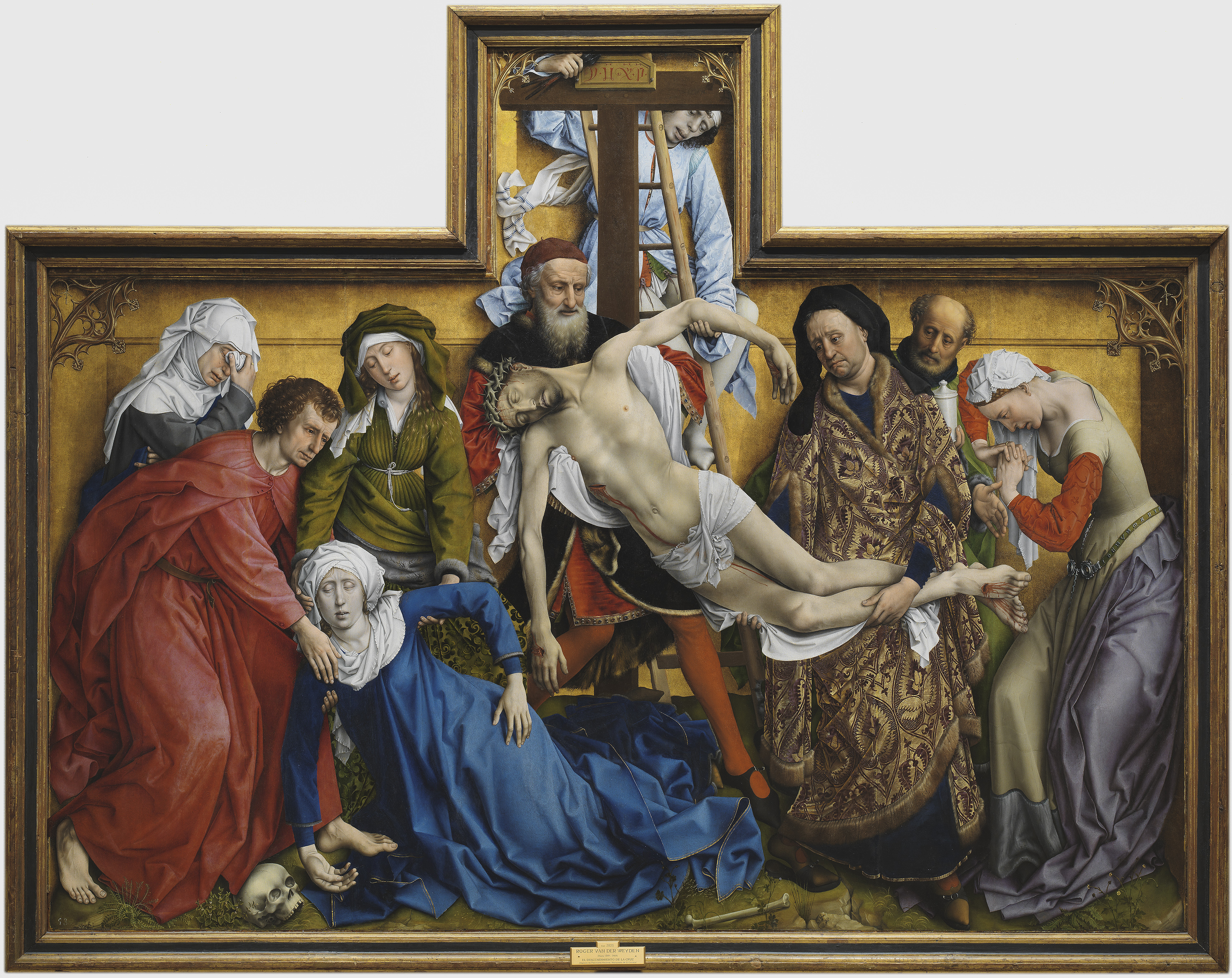
Descente de Croix, Rogier van der Weyden, c.1435. Huile sur panneau de chêne, 220cm × 262 cm. Musée du Prado, Madrid.

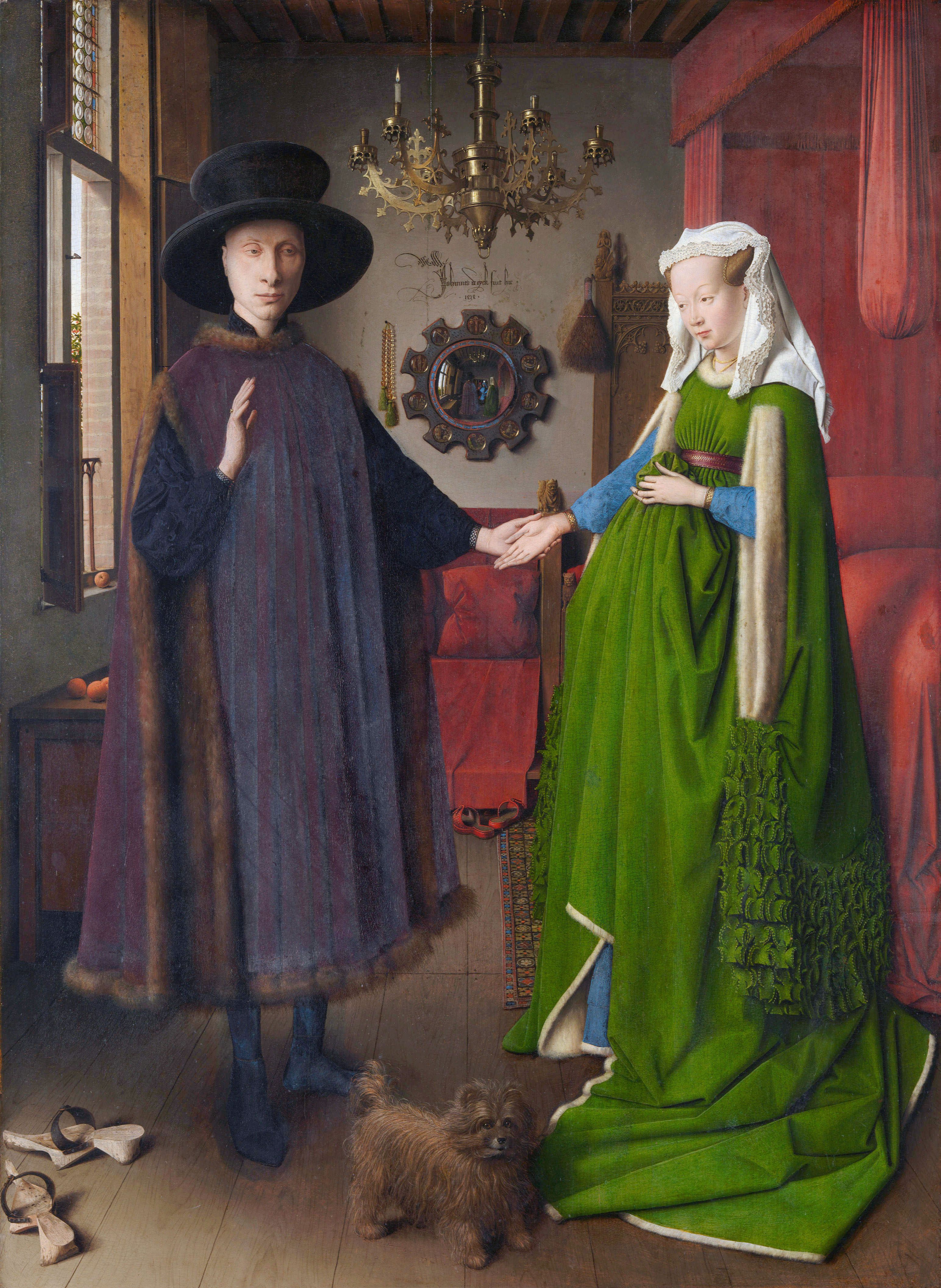
Jan van Eyck, Les Époux Arnolfini 1434. Huile sur panneau de chêne, 82cm × 60 cm. National Gallery, Londres.

Les primitifs flamands sont, selon une expression apparue au XVe siècle, les peintres actifs dans le sud des Pays-Bas bourguignons aux XVe et XVIe siècles, notamment dans les villes florissantes de Bruges, Gand, Tournai, Bruxelles et Anvers. L’Exposition des Primitifs flamands et d'Art ancien qui s'est tenue à Bruges en 1902 a fait le succès de ce groupe de peintres caractéristique de la Renaissance flamande.
Cette période d'intense activité artistique débute approximativement avec les carrières de Robert Campin et de Jan van Eyck et se poursuit au moins jusqu'à la mort de Gérard David en 1523. La fin de cette période ne fait pas l'unanimité parmi les historiens de l'art : beaucoup considèrent qu'elle dure jusqu'à la mort de Pieter Brueghel l'Ancien en 1569, ou jusqu'à la révolte des Gueux de 1566, ou encore jusqu'au début du XVIIe siècle. Cette période correspond à celle de la Renaissance italienne, mais elle est vue comme une culture artistique indépendante de l'humanisme qui caractérise les développements dans le centre de l'Italie. L'art des primitifs flamands correspond à la fois à l'aboutissement de l'héritage artistique médiéval du nord de l'Europe et à une évolution vers une acceptation de l'idéal développé à la Renaissance. C'est pourquoi il est à la fois catégorisé dans la peinture de la Renaissance et dans le style gothique international.
Les plus célèbres d'entre eux sont Jan van Eyck, Hans Memling et Gérard David (Bruges), Rogier Van der Weyden (Bruxelles), Robert Campin (Tournai), Dieric Bouts (Louvain), Joos van Wassenhove et Hugo Van der Goes (Gand), Jean Provost (Mons), Henry Blès (Dinant), Joachim Patenier (Anvers), Jérôme Bosch (Bois-le-Duc) et Pieter Brueghel l'Ancien (Anvers et Bruxelles). Ces artistes ont réalisé d'importantes avancées dans la représentation de la nature et dans l'illusionnisme de la représentation. Leurs œuvres présentent souvent une iconographie complexe. Les sujets traités sont soit des scènes religieuses ou des portraits, soit plus rarement des peintures narratives et des sujets mythologiques. Les œuvres de cette période sont le plus souvent peintes sur bois, soit sur un panneau unique, soit sur plusieurs panneaux composant un retable plus complexe : un triptyque ou un polyptyque.

## Contexte
Les villes de Flandre et des régions voisines sont des communes puissantes au cours du bas Moyen Âge. Elles connaissent à cette époque une grande prospérité économique en devenant une plaque tournante majeure du commerce européen, voyant naître les premières formes d'économie capitaliste. Cela profite à l'essor d'une importante bourgeoisie urbaine, qui devient une puissante oligarchie locale détenant une grande partie du pouvoir et désireuse de se représenter et d’accéder au prestige en passant commande d’œuvres d'art. Le sud des Pays-Bas devient un centre politique et économique important en Europe, reconnus pour ses produits de luxe. Durant le XVe siècle la majeure partie des Pays-Bas étant réunie au sein de l'État bourguignon, la prospérité économique des villes ne manque pas d'attirer le duc de Bourgogne et sa cour qui s'installent à Bruges et à Gand (où ils font face à plusieurs révoltes urbaines visant à défendre et réaffirmer l'autonomie des villes), puis à Bruxelles. L'influence des ducs, devenus de puissants souverains européens, participe également au dynamisme artistique de la région. Les peintures des primitifs flamands s'exportent dans toute l'Europe. Les peintres développent des ateliers afin de répondre à une demande toujours plus grande. Comme pour d'autres métiers, des corporations de peintres, les guildes, apparaissent et proposent une formation pour accéder à un statut de peintre, attirant des apprentis venant des régions voisines. Ils produisent aussi bien pour des commandes de particuliers que pour le marché libre, la clientèle étant diverse : bourgeois locaux, simples artisans aisés, nobles, clercs, marchands et banquiers étrangers.

## Caractéristiques

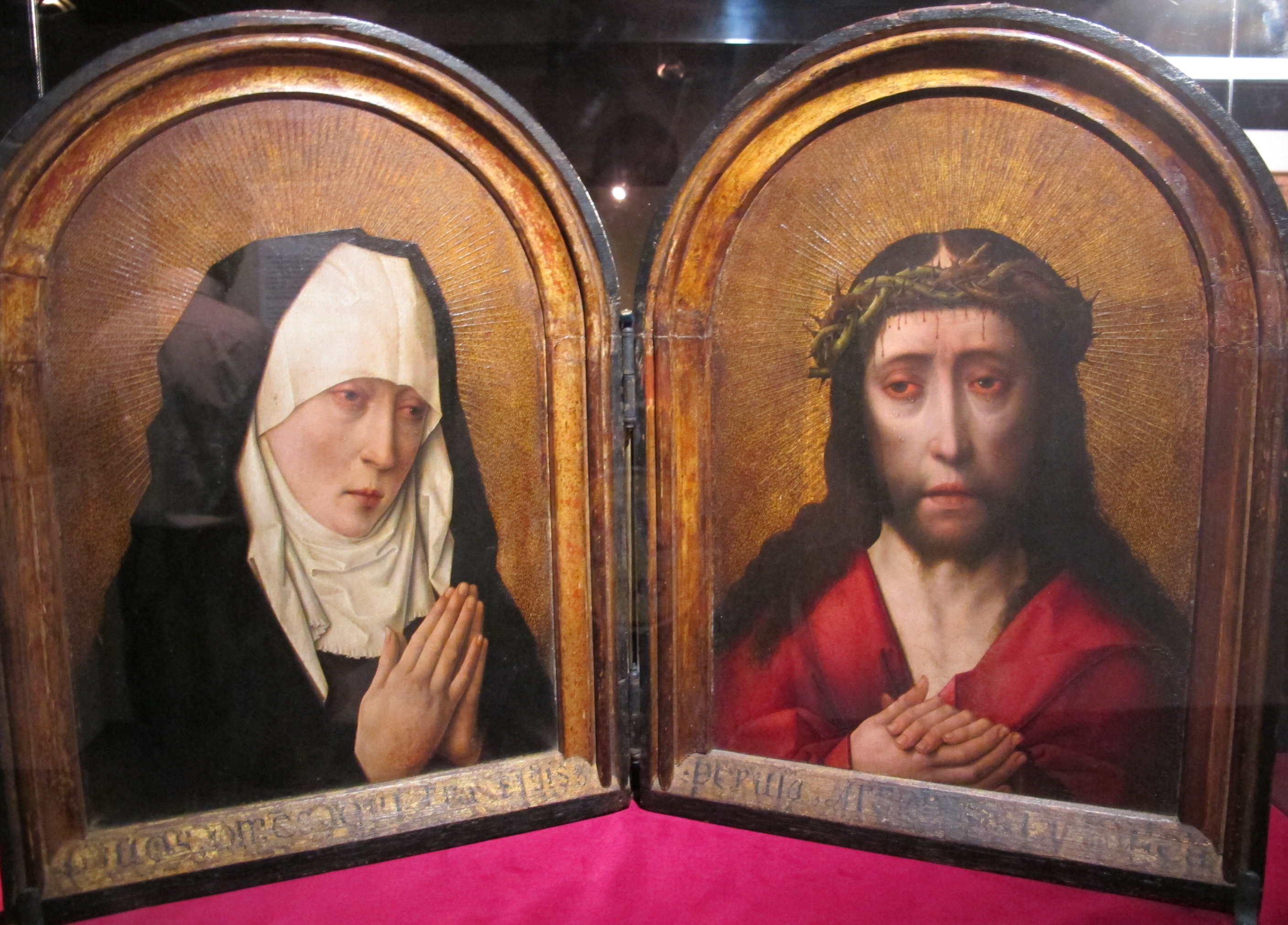
Dieric Bouts, Mater Dolorosa et Ecce Homo, après 1450, un rare diptyque conservé avec un cadre et des charnières intacts.

L’école des primitifs flamands introduit deux innovations majeures en peinture qui sont caractérisées comme un véritable tournant dans l’histoire de l’art européen : la peinture à l'huile et le réalisme des représentations.
La peinture à l’huile permet d’obtenir une pureté et une luminosité des couleurs bien plus grandes que la détrempe, de rendre une ample gamme de tons et de reproduire l’effet de la transparence et des nuances en étalant de multiples couches très minces d'un mélange de résines naturelles, assouplies d'un peu d'huile siccative, et de pigments, parfois appelé glacis. La plupart des supports de ces peintures sont des panneaux de bois.
Ces peintres ont en commun leur réalisme et leur naturalisme qui se manifestent par le rendu fidèle et très méticuleux des figures humaines, de leurs vêtements, des intérieurs bourgeois et sacrés qui servent de décors, des végétaux et des paysages des Pays-Bas. Ils s'inspirent directement de la nature et transposent volontairement les scènes religieuses dans le réel quotidien de leur époque.
Pour ces deux nouveautés, le retable de l'Agneau mystique de Gand, peint par les frères Hubert et Jan van Eyck, est considéré comme un chef-d’œuvre fondateur.
Contemporains des peintres italiens du Quattrocento, ils sont parfois considérés comme des peintres du gothique tardif ou au contraire de la Première Renaissance. Ils restent fidèles au style gothique dans les formes élancées des personnages ainsi que les architectures inspirées de celles du nord de l'Europe. Ils utilisent des méthodes différentes de celles des italiens pour représenter la perspective mais ils font aussi connaissance avec la perspective géométrique des Italiens.

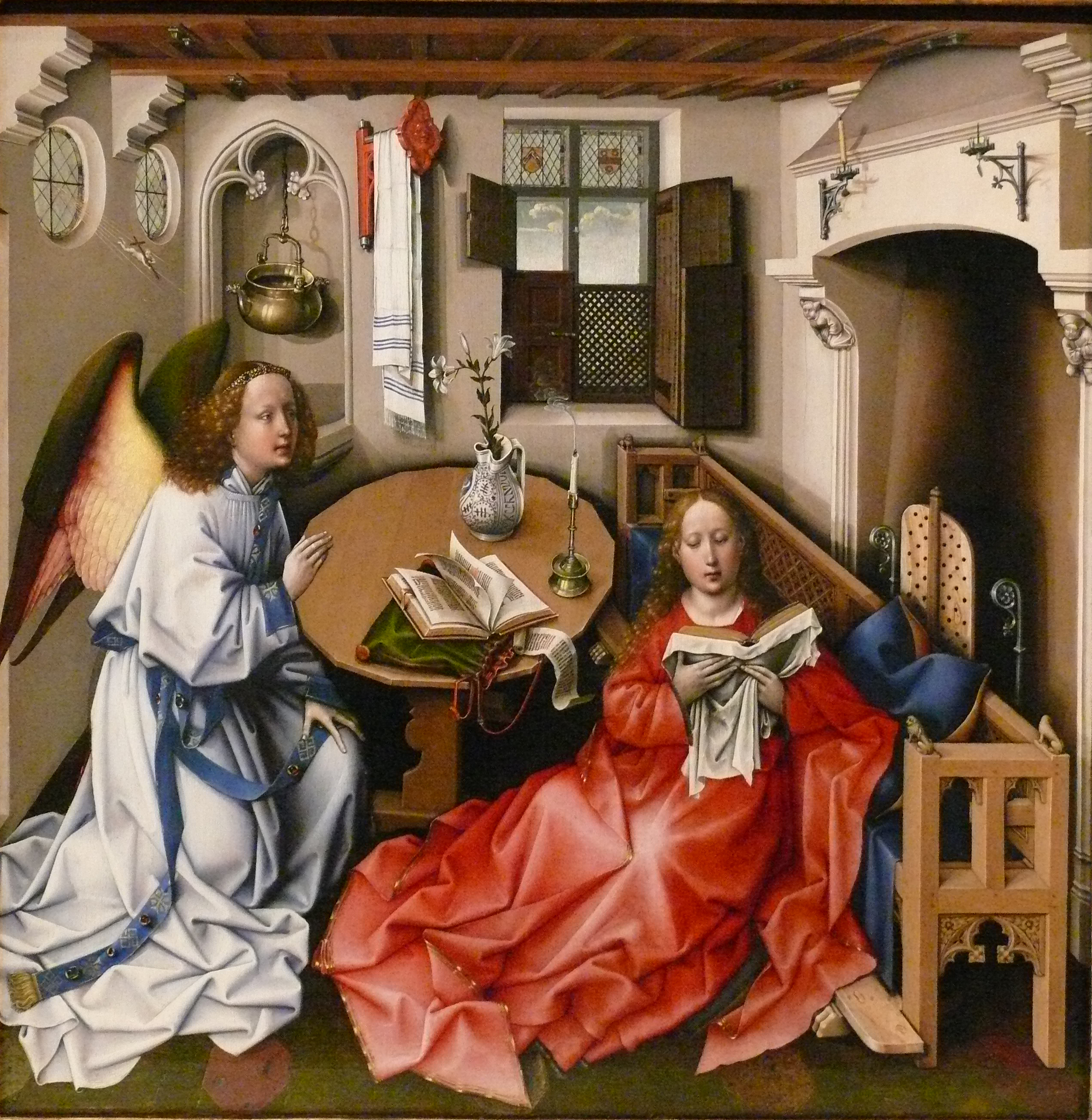
L'Annonciation du Triptyque de Mérode, de Robert Campin a pour décor un intérieur bourgeois.
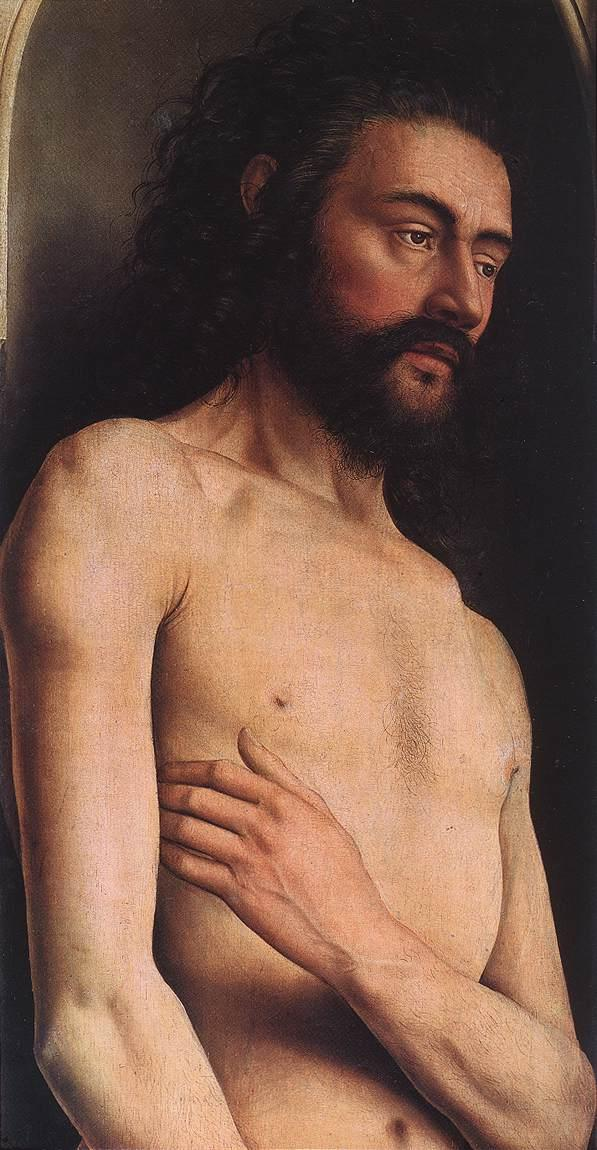
Adam, détail du retable de l'Agneau mystique, Hubert et Jan van Eyck.
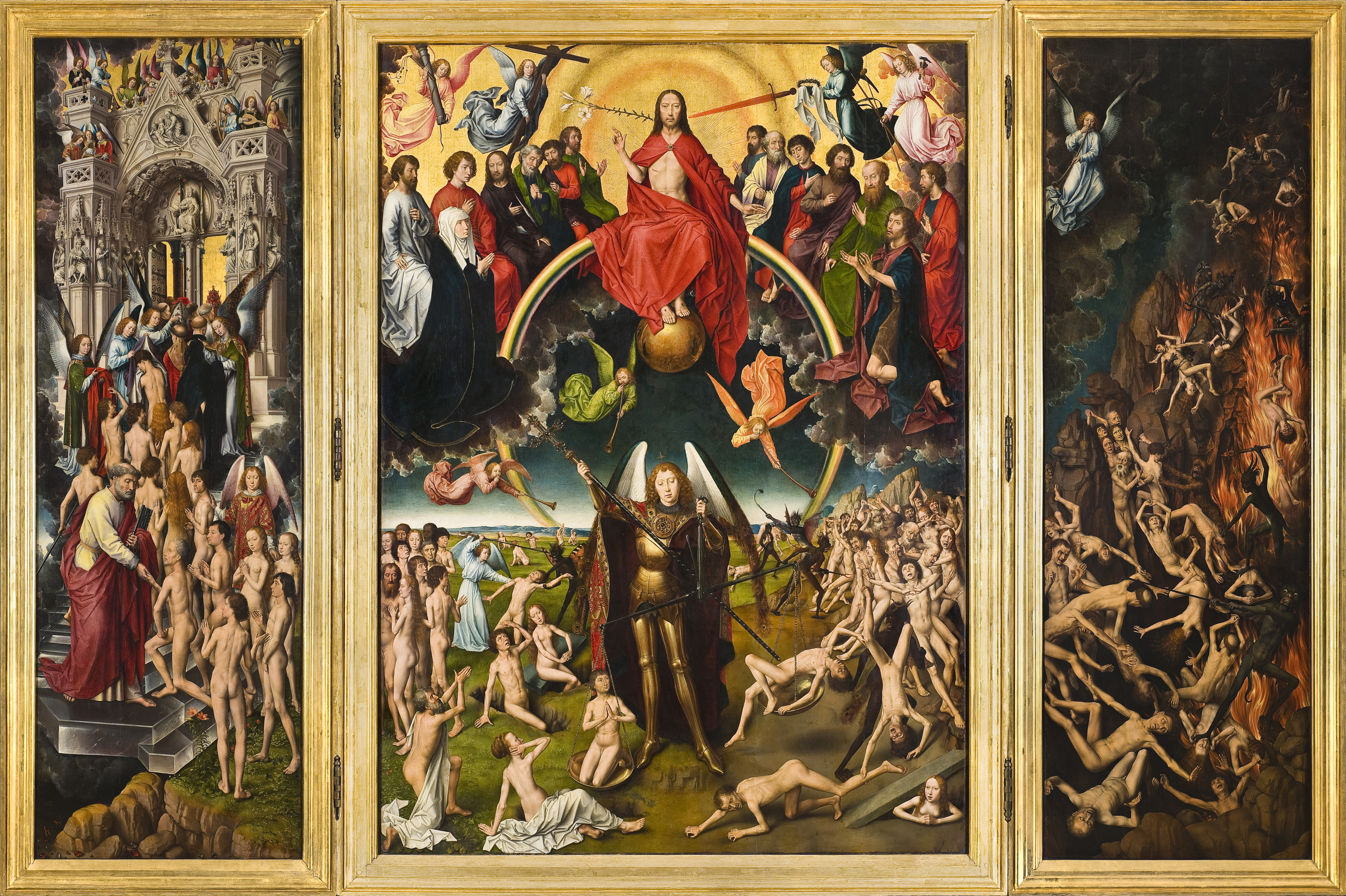
Le Jugement dernier, triptyque de Hans Memling.
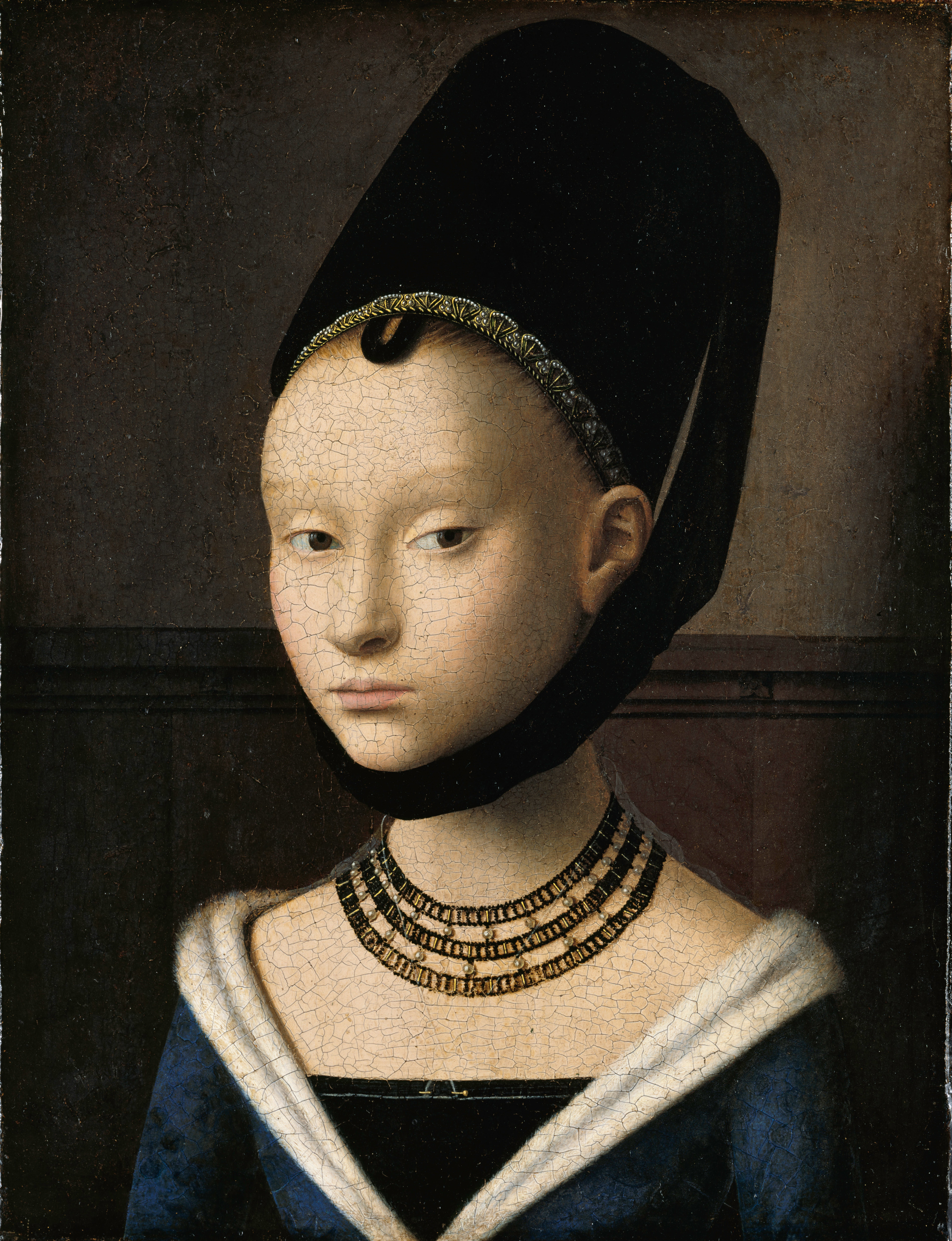
Portrait d'une jeune fille de Petrus Christus.
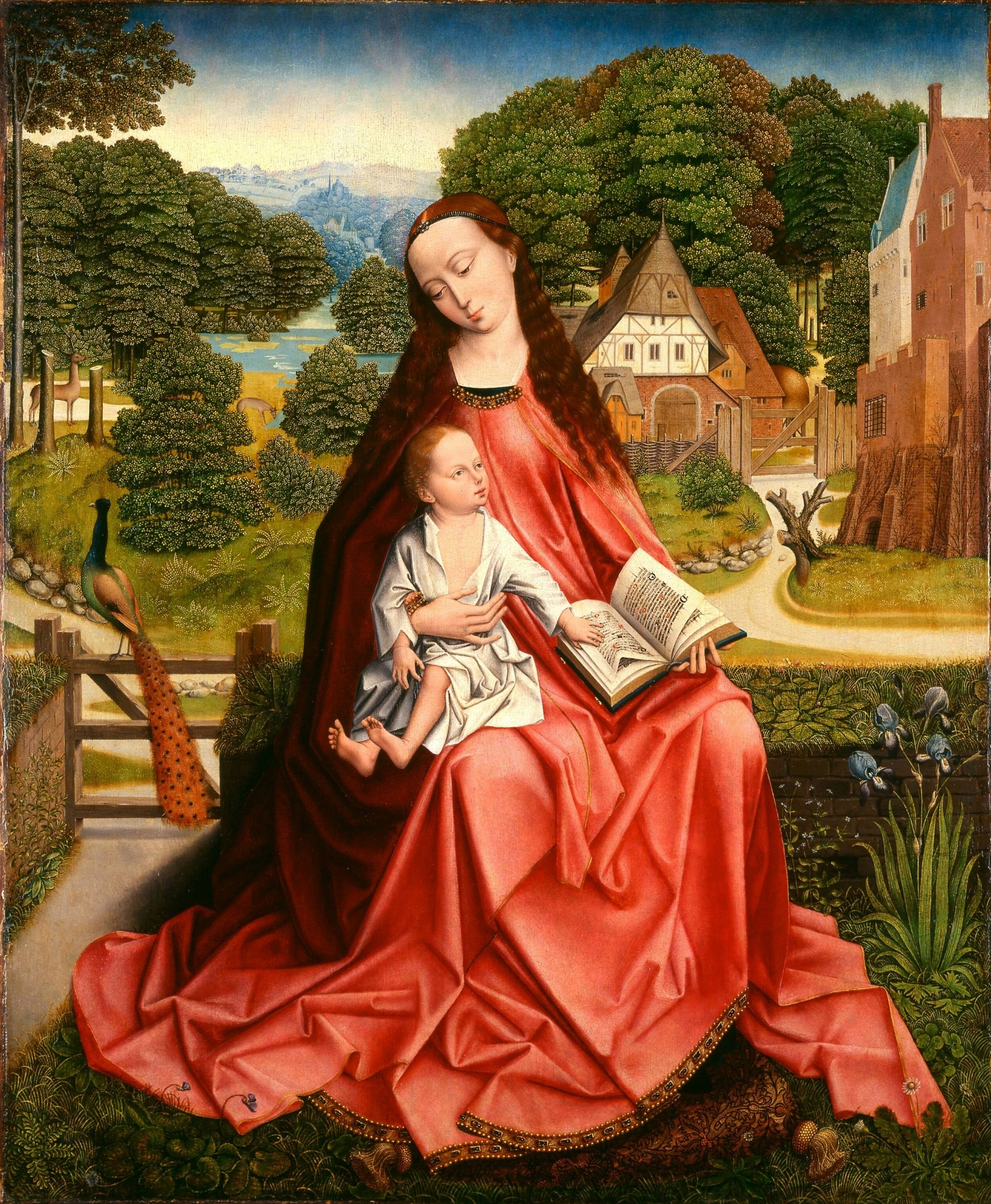
La Vierge à l'Enfant dans un paysage du Minneapolis Institute of Arts, attribuée à Aert van den Bossche ou le Maître au feuillage en broderie.

## Peintres de ce groupe
- Melchior Broederlam (c.1350-après 1409)
- Jean Malouel (mort en 1415)
- Hubert (c.1366–1426) et Jan van Eyck (c.1385–1441)
- Robert Campin, associé au « Maître de Flémalle » (1378–1444)
- Frères de Limbourg (1385–1416)
- Henri Bellechose (mort vers 1445)
- Jacques Daret (c.1404-1470)
- Dierick Bouts (c. 1400/1415-1475)
- Barthélemy d'Eyck (c.1420-1470)
- Rogier de le Pasture dit van der Weyden (c.1399/1400-1464)
- Albert van Ouwater (c.1410/1415-1475)
- Petrus Christus (c.1410/1420-1475/1476)
- Joos van Wassenhove ou Juste de Gand (c.1410-1480)
- Vrancke van der Stockt (c.1420-1495)
- Simon Marmion (c.1425-1489)
- Hans Memling (c.1430-1494)
- Hugo van der Goes (1440–1482)
- Maître de la vue de Sainte-Gudule (actif vers 1460-1490)
- Fernando Gallego (1443–1507)
- Hieronymus Bosch (c.1450 - 1516)
- Colijn de Coter (1450-1539 ou 1540)
- Gérard David (c.1460-1523)
- Geertgen tot Sint Jans (c.1460-1490)
- Jan Joest van Kalkar (c.1450 - 1519)
- Albert van Ouwater (1444–1515)
- Jean Provost (c.1465-1529)
- Michael Sittow (c.1469-1525 ou 1526)
- Quentin Matsys (1466–1529)
- Juan de Flandes (c.1460-c.1519)
- Albert Bouts (c.1452/1460-1549)
- Jean Bellegambe (c.1470-c.1534)
- Joachim Patinier (c.1483-1524)
- Jean Hey, ou Maître de Moulins (actif vers 1480-1500)
- Jan Crans (c.1480-après 1535)
- Jan de Beer (c.1475-1528)
- Maître de la Légende de sainte Ursule (actif vers 1480–1510)
- Maître de la Légende de sainte Lucie (actif vers 1480–1510)
- Maître au feuillage en broderie (actif vers 1480-1510)
- Maître de la Légende de sainte Marie-Madeleine (c.1485-1526)
- Maître du Saint-Sang (actif vers 1510-1530)